# Giovanni Francesco Biandrate di San Giorgio Aldobrandini
Giovanni Francesco Biandrate di San Giorgio Aldobrandini (Casale di Monferrato, 7 de abril de 1545 - Lucca, 16 de julho de 1605) foi um cardeal do século XVII

## Biografia
Nasceu em Casale di Monferrato em 7 de abril de 1545. Filho de Gian Guglielmo, dos condes de S. Giorgio e Biandrate, e Violante Roero. O ramo mais importante da Casa de Biandrate era o dos condes de San Giorgio. Seu sobrenome também está listado como Blandrate. Agregado com todos os seus parentes à família Aldobrandini com o privilégio de assumir seu sobrenome e armas, 1596. Parente do cardeal Giovanni Antonio Sangiorgio (1493).
Estudou direito.
Prelado papal no pontificado do Papa Pio V (1566-1572). Acompanhou o cardeal nipote Michele Bonelli, OP, em sua legação aos príncipes europeus para a liga contra os turcos. Referendário dos Tribunais da Assinatura Apostólica de Justiça e da Graça, 1571. Governador de Norcia e Montagna, de 10 de junho de 1572 a janeiro de 1574. Governador de Camerino, de 9 de janeiro de 1574 a dezembro de 1575. Presidente da Romanha, 1º de fevereiro de 1576. Governador de Bolonha, de 16 de janeiro de 1578 a junho de 1579. Apostolo protonotário lic supranumerário , ca. 1578. Governador de Marche, 2 de janeiro de 1580. Governador de Perugia, 10 de dezembro de 1580 até novembro de 1581. Governador de Roma, 27 de abril de 1583 até 12 de agosto de 1585.
Eleito bispo de Acqui, com dispensa por ainda não ter recebido as sagradas ordens, em 12 de agosto de 1585. Consagrado, domingo, 3 de novembro de 1585, Capela Sistina, pelo cardeal Gianantonio Serbelloni, auxiliado por Gasparo Cenci, bispo de Melfi, e por Filippo Sega, bispo de Piacenza. Na mesma cerimônia também foi consagrado Giambattista Castrucci, arcebispo de Chieti. Abade commendatario de Ripalta, 1585. Governador de Marche, 5 de fevereiro de 1592 até janeiro de 1593. Presidente da Romagna, 26 de janeiro de 1593.
Criado cardeal sacerdote no consistório de 5 de junho de 1596; recebeu o chapéu vermelho em 8 de junho de 1596; e o título de S. Clemente, 21 de junho de 1596. Legado em Marche, governador em Ascoli e Montalto, 14 de abril de 1597. Renunciou ao governo da diocese antes de 25 de novembro de 1598. Legado na Romagna em 25 de novembro de 1598. Legado a latere , juntamente com o Cardeal Ottavio Bandini, para receber e acolher (em Ferrara) Margarete von Österreich, por ela casamento com o rei Felipe III de Espanha, 1598. Co-legado em Ferrara, 1598. Abade commendatario de Caramagna, 1601. Transferido para a sé de Faenza, 16 de abril de 1603. Participou do conclave de março de 1605, que elegeu o Papa Leão XI. Participou do conclave de maio de 1605, que elegeu o Papa Paulo V.
Morreu em Lucca em 16 de julho de 1605, enquanto se recuperava de suas doenças. Enterrado, segundo seu testamento, na catedral de Faenza